# Camera dei rappresentanti (Uruguay)

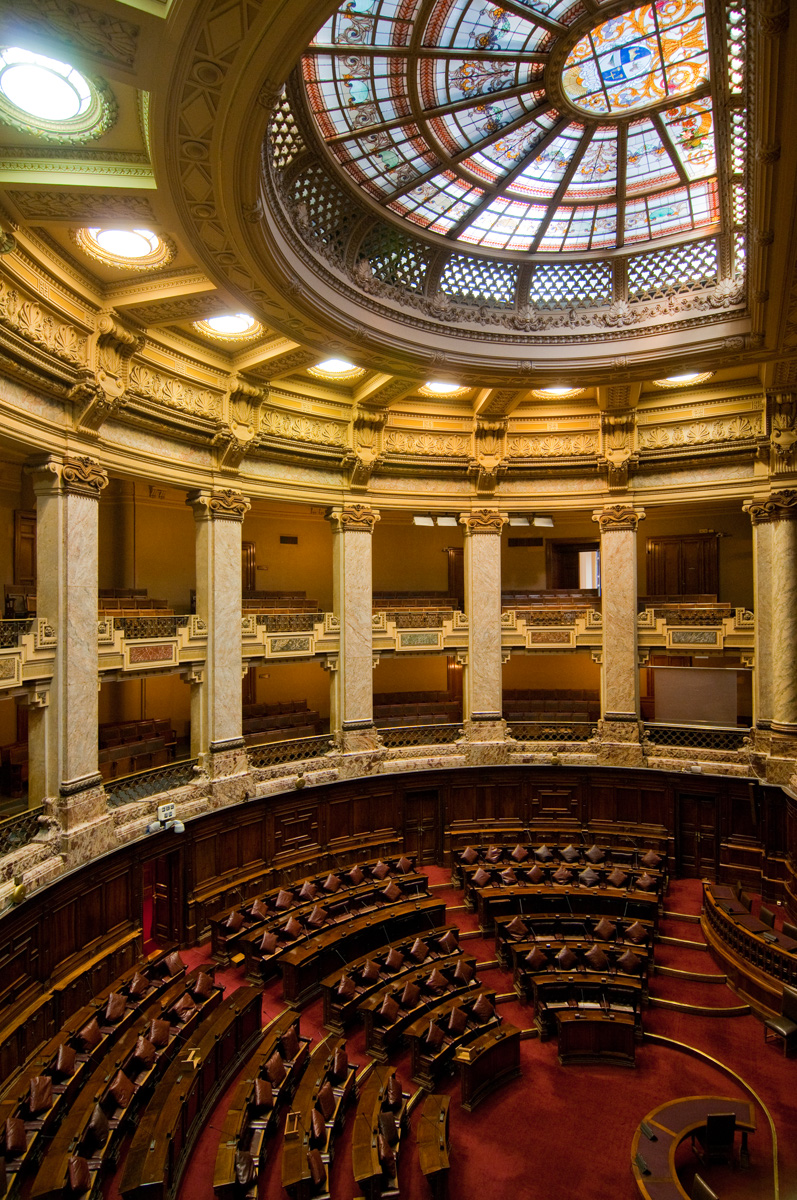
Palazzo Legislativo

La Camera dei rappresentanti (in spagnolo: Cámara de Representantes) è la camera bassa dell'Assemblea generale dell'Uruguay (Asamblea General).
La Camera ha 99 membri, eletti per un mandato di cinque anni con rappresentanza proporzionale, con almeno due membri per dipartimento.

## Sistema elettorale
Il rinnovo della Camera dei rappresentanti avviene congiuntamente a tutte le istituzioni del paese, con un unico voto dell'elettore per un partito che conta i suoi candidati alla presidenza, alla vicepresidenza, alla camera dei rappresentanti e al Senato, secondo un sistema elettorale noto come Ley de Lemas.
La Camera dei rappresentanti ha 99 seggi occupati per cinque anni con scrutinio proporzionale plurinominale in 19 circoscrizioni elettorali corrispondenti ai dipartimenti del paese. Il numero di seggi è assegnato in base alla loro popolazione, con un minimo di due seggi per dipartimento.
Una volta completato il conteggio dei voti, la distribuzione dei seggi è proporzionale sulla base del quoziente semplice e i seggi rimanenti secondo il metodo della media più alta. I candidati devono avere almeno 25 anni per essere membri del parlamento.